# حسن البارودي
حسن البارودي ممثل مصري من مواليد القاهرة عام 1890، وقد تفتحت مواهبه التمثيلية في فرق المسرح المدرسي في فترة ما قبل ثورة 1919 وبدأ حسن البارودي حياته الفنية.
في عام 1923 إلتحق بفرقة حافظ نجيب ثم فرقة رمسيس ثم فرقة فاطمة رشدي وظل يتنقل من فرقة إلى أخرى حتى شكّل فرقة مسرحية مع الفنانة نجمة إبراهيم جال بها المحافظات ووصل حتى السودان واستقر بها لسنوات قبل أن يعود لمصر ليواصل مشواره الفني.
قدّم الفنان حسن البارودي العديد من المسرحيات يذكر منها الجمهور تلك التي عرضت على شاشات التلفزيون مثل سكة السلامة والسبنسة أما مشواره السينمائي فقد بدأه في عام 1934 بدوره في فيلم ابن الشعب ثم في عام 1941 قدّم عاصفة على الريف. توالت بعد ذلك أدواره في الأربعينات مثل أدواره في أفلام علي بابا والأربعين حرامي وبنت ذوات وأولاد الفقراء والعامل وكرسي الاعتراف وفي الخمسينات.
قدّم حسن البارودي الأفكاتو مديحة وبلال مؤذن الرسول وحلاق بغداد ودرب المهابيل ولحن الوفاء وإسماعيل ياسين في البوليس والفتوه وباب الحديد واستمر عطاء حسن البارودي في الستينيات ليقدم زقاق المدق وأمير الدهاء والطريق إلى أن قدّم في عام 1973 آخر أدواره في فيلم العصفور قبل أن توافيه المنية في عام 1974.
عمل مع شارلتون هيستون في فيلم «الخرطوم» سنة 1966. شارك في عروض كتيرة على خشبة المسرح القومي. تزوج من الفنانة رفيعة الشال ومن ربّة منزله .

## من أهم أفلامه السينمائية
- 1929 بنت النيل
- 1931 صاحب السعادة كشكش بيه
- 1936 وداد
- 1941 ليلى بنت الريف
- 1942 أولاد الفقراء
- 1942 بنت ذوات
- 1943 العامل
- 1944 برلنتي
- 1945 كازينو اللطافة
- 1945 قتلت ولدي
- 1945 الجنس اللطيف
- 1946 عودة القافلة
- 1947 أنا ستوتة
- 1947 المتشردة
- 1947 شادية الوادي
- 1948 الحب لا يموت
- 1948 عدل السماء
- 1948 هارب من السجن
- 1949 أمينة
- 1950 الأفوكاتو مديحة
- 1951 الخارج على القانون
- 1953 مليون جنيه
- 1954 أسعد الأيام
- 1954 أقوى من الحب
- 1954 حلاق بغداد
- 1955 درب المهابيل
- 1955 لحن الوفاء
- 1957 الفتوة
- 1958 باب الحديد
- 1959 جريمة حب
- 1959 حسن ونعيمة
- 1960 وطني وحبي
- 1960 نهاية الطريق
- 1960 وداعاً يا حب
- 1962 الاستعباد
- 1964 هجرة الرسول
- 1964 الطريق
- 1964 أمير الدهاء
- 1965 الحرام
- 1966 ثورة اليمن
- 1967 الدخيل
- 1967 الزوجة الثانية
- 1968 السيرك
- 1972 الشيماء

## أهم مسرحياته
- سكة السلامة
- السبنسة
- غادة الكاميليا
- ملك الحرير
- الكوكايين
- البؤساء
- الكونت دي مونت كريستو
- أولاد الفقراء
- فاجعة على المسرح
- مجنون ليلى
- المظلوم
- بيومي أفندي
- دخول الحمام مش زي خروجه
- الحلاق الفيلسوف
- مرتفعات وذرنج
- شارع البهلوان
- قيس ولبنى
- شهر زاد
- مصرع كليوباترا
- بداية ونهاية
- القضية
- الخال فانيا
- كوبري الناموس
- آخر أعماله المسرحية، مسرحية للأطفال «ولد وجنيه» سنة 1973

## جوائز
- وسام الفنون سنة 1959
- جائزة الدولة التشجيعية قي العلوم والفنون من الطبقة الأولى 1962

كما قدّم قي الستينات مسلسل رائع اسمه (البنورة المسحورة) مع الفنانة الراحلة سهير رضا مستخدما صوته الجذاب الساحر الذي يرسلك إلى أعماق الأساطير .